# تفاؤل

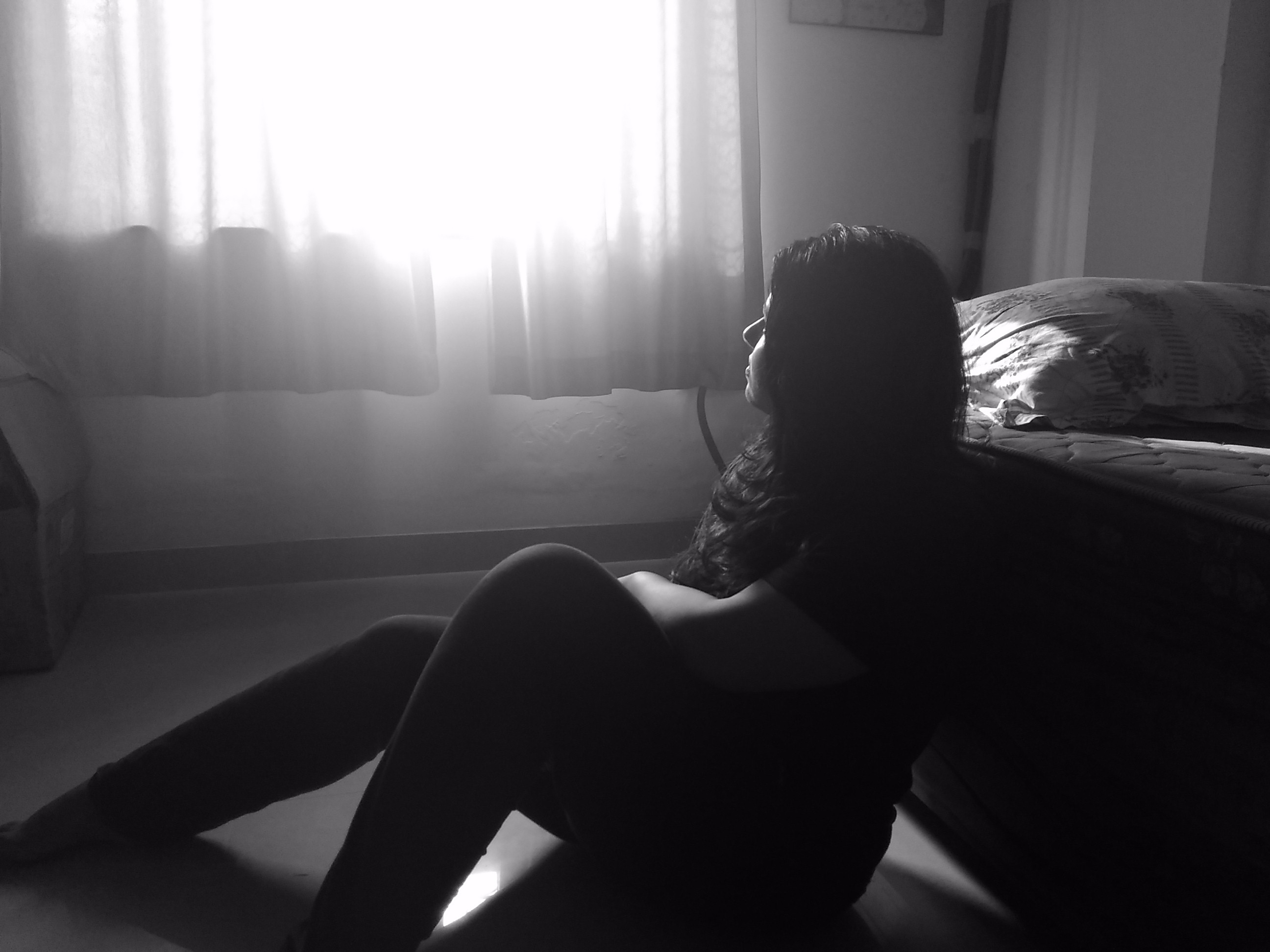
لحظة تفاؤل.

التفاؤل عبارة عن ميل أو نزوع نحو النظر إلى الجانب الأفضل للأحداث أو الأحوال، وتوقع أفضل النتائج.
أو هو وجهة نظر في الحياة والتي تبقي الشخص ينظر إلى العالم كم كان إيجابياً، أو تبقي حالته الشخصية إيجابية، والتفاؤل هو النظير الفلسفي للتشاؤم. المتفائلون عموما يعتقدون بأن الناس والأحداث جيدة أصلاً، وأكثر الحالات تسير في النهاية نحو الأفضل.
بغض النظر عن ذلك يعتقد بعض المتفائلين بأنه بغض النظر عن العالم أو الحالة الخارجية، يجب على الشخص أن يختار شعور الارتياح ويستفيد إلى أبعد الحدود منه. هذا النوع من التفاؤل لا يقول أي شيء حول نوعية العالم الخارجي؛ هو تفاؤل داخلي حول مشاعر الخاصة.
هناك لغز مشهور يصور التفاؤل مقابل التشاؤم عبر الأسئلة، يعتبر اللغز أن شخصاً ما أعطى قدح ماء، مملوء إلى النصف من مساحته أو سعته بينما يكون السؤال أي نصف ترى؟ النصف الكامل أو النصف الفارغ؟ تتوقع الحكمة التقليدية أن المتفائلين سيجيبون: "النصف الكامل"، والمتشائمون يردون: "بالنصف الفارغ" (على افتراض أن "كامل" يعتبر جيد، وسيئ يعتبر "فارغ").

## أقوال عن التفاؤل
- الأمل ربما يتـلاشى. لكن لا ينعدم.
- بيت أضحك فيه خير من قصرٍ أبكي فيه.
- كن كالنخلة تُرمى بالأحجار وتعطي أطيب الثمار.
- لا تثقل يومك بهموم غدك فقد لا تأتي هموم غدك وتكون قد انحرمت سرور يومك.
- ليس الفخر أن لا تسقط ولكن الفخر أن تنهض كلما سقطت.
- يوجد دائماً من هو أشقى منك، فابتسم.
- لا يجرؤ بعض الناس أن يكونوا ملوكاً حتى في أحلامهم، وهذا هو الخطأالجسيم.

- تفاءلوا بالخير تجدوه.
- يرى المتشائم الصعوبة في كل فرصة، أما المتفائل فيرى الفرصة في كل صعوبة.